# Emerdata Limited
Emerdata Limited est une société créée en août 2017 au Royaume-Uni. Elle est fondée par Julian Wheatland (ancien président de SCL Group), et par Alexander Bruce Tayler (ancien responsable des données chez Cambridge Analytica), qui seront rejoint quelques mois plus tard par deux représentants de la famille du milliardaire Robert L. Mercer.
Emerdata est créé (tout comme Auspex International) dans le contexte du dépôt de bilan (mise en faillite volontaire) de Cambridge Analytica et du groupe SCL (sa maison-mère, fondée par Nigel John Oakes) à la suite du scandale Facebook-Cambridge Analytica/AggregateIQ. La plupart des anciens employés de Cambridge Analytica et du groupe SCL sont alors transférés dans Emerdata ou dans des sociétés proches. Les droits et matériels (certains ordinateurs et serveurs seront provisoirement saisi par la justice) étant transférés dans la nouvelle société (holding) Emerdata Limited.
Mi-2018, Emerdata était dirigée par Jacquelyn James-Varga, et semble être en grande partie détenue par Rebekah Mercer (seconde fille du milliardaire Robert L. Mercer) et par sa mère Jennifer Mercer (selon le dépôt de bilan de Cambridge Analytica à New York). Le pouvoir reste donc dans la famille Mercer (Cambridge Analytica appartenait auparavant en partie à la famille Mercer, y compris à leur père Robert Mercer, ancien informaticien devenu financier, et grand donateur politique, qui a lancé Cambridge Analytica et était actionnaire d'AggregateIQ, entreprises qui ont contribué pour lui au développement de techniques logicielles connues aux États-Unis sous le nom de « Brown clustering » (Le « Clustering de Brown » est ainsi dénommé en hommage au chercheur P.F Brown, l'un des collègues de Mercer, co-auteur d'un article de linguistique informatique publié en 1992 avec lui sur ce sujet. Cette technique statistique initialement utilisée chez IBM pour la modélisation du langage, la traduction automatique et la reconnaissance vocale puis la synthèse vocale, a été initialement introduite dans le cadre d'un programme de traduction dirigé par Frederick Jelinek et Lalit Bahl,. Elle est, depuis, utilisée pour des usages plus sophistiqués tels que, par exemple, la détection de langage offensant, la localisation des crimes, la prédiction des crimes, l'analyse automatique de l'actualité (et de ses inductions psychosociales en termes de sentiment/humeur associé, en raison de leur relatifs pouvoirs prédictifs) dans le contexte du trading algorithmique et de la finance internationale.

## Histoire

### Prémisses
- En mai 2018, Nigel Oakes (fondateur de SCL et de ses filiales anglaises et canadiennes, Cambridge Analytica et Aggregate IQ), interrogé, ont dit que le but initial d'Emerdata était d'acquérir Cambridge Analytica et SCL, tout en affirmant que ce plan aurait été abandonnés car après la révélation des scandales, la valeur sur le marché de Cambridge Analytica était nulle, voire négative.
- Selon le journal Bloomberg, il aurait été question qu'Emerdata et sa filiale de développement de logiciels, en partie détenue par elle, Firecrest Technologies Ltd., entreprise créée à Londres le 7 mars 2018 par Alexander Nix, dirigée par Alexander Bruce Tayler[note 1], puis dissoute 11 mois plus tard, le 19 février 2019[9](créée par l'ancien PDG de Cambridge Analytica, Alexander Nix) soient — selon Nigel Oakes — dissoutes[10]. Le directeur de Cambridge Analytica, ancien Chief Data Officer d'octobre 2015 à avril 2018 (et auparavant data scientist principal à partir d’avril 2014)[11] Alexander Bruce Tayleur, est réembauché par Emerdata (du 28 mars au 18 avril 2018)[12] ;
- En juillet 2019, Julian Wheatland (ancien PDG de Cambridge Analytica et ancien directeur d'un certain nombre d'entreprises connectées au groupe SCL) persiste, assurant au journal Fast Company qu'il n'était pas question de relancer ces entreprises : « Je suis presque sûr que personne ne songe à essayer de le redémarrer sous un autre prétexte », a-t-il déclaré.

### Création
- Mi-2017, une grande partie des anciens membres ou associés de Cambridge Analytica créent finalement Emerdata (dont les statuts sont juridiquement déposés par le responsable des données de Cambridge analytica, et le président de sa société mère (le groupe SCL, qui va clore ses activités le 1er mai 2018, également à la suite du scandale international qui l'a clairement mis en cause, ainsi que ses deux sociétés-filles)[13],[14],[15].

- Deux ans plus tard, selon Elisa Braun dans Le Figaro du 15 mars 2019, bien que Cambridge Analytica ait officiellement cessé ses activités et soit engagé dans sa procédure de faillite, Emerdata a repris certains actifs, y compris des bases de données controversées. Les activités d'Emerdata sont elles aussi, opaques, mais il semble qu'elle ait été conçue pour restructurer et protéger les actifs de Cambridge Analytica tout en continuant des activités similaires ; une transition qui a suscité des inquiétudes quant à la transparence et à l'éthique des pratiques de l'entreprise. En juillet 2019, il apparait qu'Emerdata a effectivement « entièrement acquis » les actifs de ces entreprises, repris une partie de leur personnel et payé les factures juridiques des sociétés SCL (au milieu d'une procédure de faillite qui aurait sans cela éventuellement pu apparaitre comme une faillite frauduleuse)[16],[17],[18],[19].

Il s'agissait aussi de récupérer les filiales commerciales de SCL Analytics Ltd, qui étaient alors :
1. SCL Commercial Limited (qui fournissait des analyses de données aux clients) ;
2. SCL Social Limited (qui fournissait des services de gestion de campagne, et de communication aux clients politiques) ;
3. SCL Elections Limited 
En avril 2019, 21 % des actions d'Emerdata étaient détenues par trois personnes, Alexander Nix, Julian Wheatland et Nigel Oakes. En juin 2018, Julian Wheatland était désormais l'unique directeur de SCL Elections Limited[20],[21].

En 2021, le 4 mars, une autre société (Dynamo Recoveries Limited, enregistrée au Royaume-Uni) est créée sous statut d'entreprise non commerciale (code SIC 74990, ce qui signifie qu'elle n'exerce pas d'activités commerciales actives), avec un siège social basé à Kings Hill, West Malling, en Angleterre. Elle partage trois administratrices/directrices, toutes trois américaines, avec Emerdata : Rebekah Mercer, Jennifer Mercer, et Jacquelyn James-Varga, également impliquées dans des fondations et entités liées à la famille Mercer).
En 2024, un procès de deux semaines s'est tenu en octobre. Relatif aux responsabilités financières d'A. Nix et aux dettes induites par l'effondrement de Cambridge Analytica, il a opposé le la société Dynamo Recoveries et Emerdata à Nix (en tant qu'ancien PDG de Cambridge Analytica). En décembre, la Cour commerciale britannique (tribunal de commerce) a rendu son jugement, rejetant les plaintes contre M. Nix, « qui avaient été intentées pour des manquements présumés aux devoirs de son directeur statutaire et à d’autres obligations fiduciaires présumées et qui avaient été évaluées à plus de 50 millions de livres sterling ». Les allégations de fausses déclarations frauduleuses faits par A Nix « auraient déjà été abandonnées par les demandeurs au cours des plaidoiries finales » ; l'avocat (Jonathan Allcock) de A. Nix a obtenu que la demande reconventionnelle de A. Nix (pour 12 millions de dollars de dettes impayées d’Emerdata) soit validée par le tribunal.

## Siège social
Le siège social d'Emerdata est déclaré à Londres, à l'ancienne adresse de Cambridge Analytica,,, et il a été noté que la société semblait offrir des services similaires à ceux que SCL Group, Cambridge Analytica et Aggregate IQ offraient,faisant potentiellement de cette entreprise un successeur de Cambridge Analytica,,,.

## Conseil d'administration
Au conseil d'administration de la nouvelle société siègent ses fondateurs Julian Wheatland (ancien président de SCL Group) et Alexander Tayler, ancien responsable des données chez Cambridge Analytica (qui travaille chez Ontology Limited depuis le 29 juillet 2020). Ils y ont été rejoints sept mois plus tard (16 mars 2018), par Rebekah Mercer et sa sœur Jennifer Mercer (deux des trois filles du milliardaire Robert L. Mercer). 
Il inclut aussi l'homme d'affaires hong-kongais Johnson Chun Shun Ko, du groupe « Frontier Services Group ». Ce personnage est lié à Erik Prince (fondateur de Blackwater),. 
On y retrouve comme principal investisseur Rebekah Mercer (qui, avec sa famille avait déjà été l'investisseur principal de Cambridge Analytica).

## Employés
Parmi le personnel d'Emerdata, on retrouve Alexander Nix, actionnaire d'Emerdata, ancien PDG de Cambridge Analytica,,,. Il démissionne toutefois après deux mois d'activité chez Emerdata, et se voit interdire de poste de dirigeant dans une entreprise pour sept ans par l'« Insolvency Service » du Royaume-Uni, en raison de comportements non éthiques,.

## Activités
Les activités d'Emerdata sont potentiellement identiques à celles de SCL, de Cambridge Analytica et d'AggregateIQ, et formulées manière aussi large et peu précises que celles des sociétés qu'elle remplace,.
Selon le rapport parlementaire anglais Disinformation and ‘fake news’ (18 février 2019) : depuis août 2017, Emerdata « continue d'être une entreprise active et a une large base d'actionnaires. Selon les derniers registres, elle est à son tour détenue majoritairement par Cambridge Analytica Holdings LLC, une société basée au Delaware ».
En 2021, la déclaration de confirmation d’Emerdata cite 32 actionnaires (dont une partie sont nouveaux parmi la liste précédente) ; c'est « un nombre assez important si la société est inactive » commente W. Siegelman en 2024, en ajoutant que les déclarations de confirmation de 2022 et 2023 ont été déposées et « qu’aucune mise à jour n’indique que la liste des actionnaires de 2021 est la plus active ».
En 2024, NewsTRACS note que Rebekah Mercer (fondatrice de Cambridge Analytica, puis directrice d'Emerdata, est aussi l’une des administratrices de la Heritage Foundation, l'entité qui a lancé le Projet 2025 ; elle est aussi l’un des cinq membres du conseil d’administration de Heritage Action for America, qui est le bras politique de Heritage Foundation (« Notre mission est de lutter pour des politiques conservatrices à Washington, D.C. et dans les capitales des États à travers le pays. Nous transformons les idées en projets de loi et les projets de loi en lois »).
Emerdata présente aussi plusieurs liens avec Dynamo Recoveries, une autre entreprise dirigée par les mêmes personnes, qui poursuit des activités similaires à celles de Cambridge Analytica.

## Finances
En janvier 2018, Emerdata aurait levé 19 millions de dollars auprès d'investisseurs internationaux.

## Contexte juridique
Emerdata est créé dans un contexte de procédures de faillite et de plusieurs enquêtes ouvertes contre Cambridge Analytica au Royaume-Uni, aux États-Unis et au Canada, avec des risques d'amendes, de peines de prisons ou d'interdiction d'exercer des fonctions dirigeantes.
En particulier la Federal Trade Commission des États-Unis a entamé des poursuites contre Cambridge Analytica pour usage illégal de données personnelles volées dans environ 87 millions de comptes Facebook. La société a été rapidement acquise par Emerdata Limited après la publication de la nouvelle sur le détournement d'actifs numériques.
La Haute Cour d'Angleterre et du Pays de Galles affirme que SCL Group Ltd et SCL Analytics Ltd sont des filiales ou sociétés-sœur d'Emerdata.
À la suite de l'affaire mise au jour par plusieurs lanceurs d'alerte (dont Christopher Wylie, puis David Carroll), les administrateurs d'Emerdata Limited ont été accusés par la Haute Cour d'avoir induit en erreur un arbitre (adjudicateur). L'arbitre Robert Hildyard, qui était chargé de traiter la requête en justice de faillite de Cambridge Analytica, « n'a pas été informé » que les administrateurs de la Haute Cour (Vincent Green et Mark Newman travaillant pour le liquidateur Crowe LLP) n'étaient pas, contrairement à ce qu'ils prétendaient, « indépendants » de Cambridge Analytica.

## Critiques
Il est reproché à Emerdata d'être une reconstitution du système de manipulation mentales par la communication émotionnelle, mis en place par ses prédécesseurs.
Les actions et logiciels (en particulier la plate-forme logicielle Ripon créé par AIQ à la demande du groupe SCL) de ces prédécesseurs commencent à être étudiés par quelques sociologues et scientifiques (ex : Kerr et Scharp en 2020) utilisant la théorie mathématique de l'information dans les systèmes de communication de Shannon, et plus particulièrement du point de vue de la théorie quantitative de l'information sur les émotions, théorie qui selon Kerr & Scharp (de l'université Cornell) serait plus explicative que la théorie de la « contagion » de la propagation des émotions (dominante dans les années 2010). Mieux comprise, cette théorie permettrait selon ces auteurs de créer des systèmes de sécurité émotionnelle susceptible de protéger les réseaux sociaux de la manipulation généralisée des émotions que l'on observe en ligne aujourd'hui.